# شهرک مرکز اصلاح نژاد و بهبود شیر
شهرک مرکز اصلاح نژاد و بهبود شیر یک منطقهٔ مسکونی در ایران است که در دهستان محمدآباد (کرج) واقع شده‌است. شهرک مرکز اصلاح نژاد و بهبود شیر ۹۲ نفر جمعیت دارد.